# Leo Kauppi
Leo Kauppi, född Kauppinen 4 februari 1900 i Kotka, försvunnen 1938 i Sovjetunionen, var en finländsk brottare, sångare och sångtextförfattare. Kauppi började sin karriär i Finland som brottare och deltog i flera nationella brottartävlingar. På 1920-talet emigrerade han via Kanada till USA för att bli sångare på heltid och blev mycket populär bland de finska invandrarna. I samband med stora depressionen emigrerade Kauppi 1931 till Sovjetunionen, där han omsider fängslades och avrättades under Stalins terror 1938. 

## Biografi

### Brottaren
Kauppi var son till Gustaf Kauppinen och Elina Flang. Under finska inbördeskriget tillhörde Kauppi de röda och när han så småningom började göra skivinspelningar i USA blev han den förste finske rödgardisten efter kriget som sjöng på skiva.
Både Kauppi och hans bröder var som unga kända brottare i hemtrakten. Kauppi tävlade sedan tonåren för den kommunistiska idrottsklubben Kotkan Riento och tillhörde 67,5 kilos klassen. Redan som 14-åring deltog han i brottartävlingen i Halla i Kotka, varvid han mötte den något äldre brottaren Otto Jääskeläinen från Kuopio. Kauppi besegrades i matchen, men fick mycket beröm för sin bedrift. Sin första verkliga debut på riksplan fick Kauppi i och med Helsingin Jyrys brottartävling i Helsingfors i juni 1920, där han mötte Aaro Pirskanen. I pressen beskrevs Kauppi efteråt som en lovande talang med en ovanligt kvick taktik. I mars 1921 tilldelades Kauppi hederspriset vid Helsingin Jyrys brottartävling i Helsingfors, i juli samma år blev han trea i sin klass vid brottartävlingen i Kotka och i november samma år tilldelades han Rientos vandringspris. I augusti 1922 blev han etta i sin klass vid nationella brottartävlingen i Kotka, i februari 1923 kom han på första plats i 67,5 kilos klassen vid den nationella brottartävlingen i Kajana och i april 1923 deltog han i AIF:s brottarmästerskap i Nyslott, där han besegrade Kalle Kauppinen från Savonlinnan Jyry och utkämpade en lång match mot Otto Oksanen från Helsingin Jyry, i vilken Kauppi besegrades.

### Tiden i USA
Som ung var Kauppi inte särskilt intresserad av sång, men brukade ändå uppträda vid mindre festivaler i Kotka. Sedermera tog han arbete som sjöman och slog sig 1923 ner i Kanada när hans fartyg låg i en kanadensisk hamn. Kauppi var en av många framgångsrika finska brottare som detta år emigrerade till Kanada och han fortsatte att utöva brottning i Kanada, där han även vann ett mästerskap i mellanvikt. Han bodde först i Algoma District i Ontario och flyttade senare till Bruce Mines.
Efter att en tid ha varit bosatt i Detroit flyttade Kauppi 1924 till Bronx, New York, där han uppträdde som underhållare på flera finländska mötesplatser. Hans hemmascen var den kommunistiska mötesplatsen Työn Temppeli (även kallad Labor Temple) på 126th Street i Harlem. Utanför arbetarscenerna uppträdde Kauppi på diverse tillställningar; bland annat deltog han tillsammans med flera finländska artister på Finska kooperativa föreningens festival i Ulmer Park i Brooklyn i maj 1927. Till de övriga medverkande hörde kören New Yorkin Laulumiehet och kornettisten Wäinö Kauppi.
Kauppi var medlem av det proletära gymnastik- och idrottsförbundet Vesa i Brooklyn, där även kontroversielle journalisten Carl Päiviö var medlem. Vesa var starkt vänsterorienterat och hade klasskamp som ledord.

#### Grammofonsångare
1926 började Kauppi göra skivinspelningar för bolaget Columbia. Detta var vid samma tid som den finska skivmarknaden i USA nådde sin kulmen och rekordmånga finska inspelningar gjordes för både Columbia och Victor. Debuten var Tatu Pekkarinens Maailman Matti ("Världens Matti") och de första fyra inspelningarna gjordes tillsammans med den från Kotka hemmahörande dragspelaren Willy Larsen. Huvudsakligen framförde Kauppi sånger av Pekkarinen och J. Alfred Tanner, men han skrev även egna sånger, däribland Kuuliaiset Kottilassa ("Bröllopsfest i Kottila"), Helmi ja Kalle ("Helmi och Kalle"), Talkoopolkka ("Talkopolka"), Sjöman Andersson, Oi tyttö tule ("Oj flicka kom") med flera. Kauppi var även textförfattare till visan Rukkaset saanut ("Nobbad")  som han själv inte spelade in, men som sjöngs in på grammofon av Markus Rautio 1929.
Kauppis största skivframgång var valsen Meren aallot ("Havets vågor"), som han själv skrev och som Antti Kosola komponerade. Kauppi och Kosolas orkester spelade in valsen i december 1927 och skivan sålde närmare 30 000 exemplar, vilket var ovanligt mycket vid den tiden. Skivan Meren aallot började säljas i Finland 1928 och blev landets största skivframgång och kom så att vara fram tills att Ture Ara sjöng in valsen Emma 1929. Även den inspelningen sålde uppemot 30 000 exemplar. Kompositören och musikhistorikern Sulho Ranta förvånades över hur populär skivan blev; enligt Ranta fanns det inte något osedvanligt i Kauppis röst, melodin eller texten, men ändå hördes skivan "överallt, på tåg och på båtar". Efter Kauppi har valsen spelats in av bland andra R.R. Ryynänen 1929, Ture Ara 1929 och Arttu Suuntala 1968. Ibland anses Meren aallot vara Finlands första schlager eftersom den spelades in före Ture Aras version av Emma, som i den finska musikhistorien ofta fått det epitetet.
Andra inspelningar som sålde bra var Maailman Matti, Emma, Sjöman Andersson, Kuuliaiset Kottilassa och Herra Petteri ("Herr Peter"). Fram till mars 1931 gjorde Kauppi sammanlagt fyrtio skivinspelningar, varav de flesta med Antti Kosola och dennes orkester. Skivframgångarna var enligt musikkännaren Einari Kukkonen så stora för Kauppi att han troligtvis inte behövde annan sysselsättning vid sidan om musikkarriären. Till skillnad från exempelvis Arthur Kylander och Hiski Salomaa spelade inte Kauppi in sånger som hade att göra med de finska invandrarnas villkor och motgångar i Amerika, vilket enligt musikkännaren Pekka Gronow gör att Kauppis inspelningar inte på något sätt avslöjar att de är gjorda av någon som var bosatt i utlandet. Inte heller framförde Kauppi musik med politiskt budskap; trots detta publicerades 2013 hans kuplett Oi tyttö tule på CD:n Proletaarit nouskaa, som är en samlingsutgåva med amerikafinska arbetarsånger. Texten i kupletten är helt och hållet humoristisk, men melodin återkommer bland annat i en marschsång som De konstitutionella använde.
I Finland uppmärksammades de amerikafinska skivorna regelbundet i pressen. I en artikel i Suomen Sosialidemokraatti från augusti 1929 bedömdes tenorsångarna Hannes Saari och Otto Pyykkönen ha mycket fina röster, Pyykkönens skiva Vapaa Venäjä ("Det fria Ryssland") hade publicerats något tidigare och fått ganska lovande försäljningssiffror, men samtidigt hade de båda inte bättre röster än vilken elev som helst vid någon av Finlands klockarskolor. Leo Kauppi däremot bedömdes vara den bäste av alla amerikafinska artister och inte alls på samma nivå som Saari och Pyykkönen; särskilt nämner artikelförfattaren Kauppis skiva Herra Petteri såsom varande en av de största skivframgångarna under den då rådande Grammofonfebern.

### Sovjetunionen
Karriären fick ett abrupt slut i samband med stora depressionen. Många finska artister i USA gjorde konkurs och tvingades bort från skivmarknaden och den amerikafinska skivproduktionen avstannade nästan helt efter 1935; en av få artister som lyckades fortsätta sin produktion var Viola Turpeinen, men många andra grammofonsångare fick återgå till att enbart uppträda på scenerna. 1931 emigrerade Kauppi och hans hustru Hilda Nyman, född 1896 i Pitkäranta, tillsammans med tusentals andra finska invandrare från USA, däribland hans sångarkolleger Jukka Ahti, Katri Lammi och Kuuno Sevander, till Petrozavodsk i Karelska ASSR. Kauppi tog anställning som brottarinstruktör och sjöng även i radio, medan hustrun Hilda arbetade vid Petrozavodsks postkontor.
Under de stora utrensningarna på 1930-talet arresterades och avrättades en stor del av de finska invandrarna, felaktigt anklagade för bland annat spionage. Omsider hamnade Kauppi i Tjeljabinsk där han arbetade som svetsare vid en köttförädlingsanläggning. Han arresterades för flyktförsök den 30 maj 1937 och dömdes den 22 november till tio års straffarbete. Därefter försvann han under oklara omständigheter och antas ha avlidit i fångenskap 1938. Hilda Kauppi arresterades av NKVD den 11 juni 1938 och arkebuserades den 22 september utanför Petrozavodsk.
Leo Kauppi rehabiliterades postumt från sin dom av åklagaren i Petrozavodsk den 4 december 1989 och Hilda Kauppi rehabiliterades den 22 april 1989.

## Skivinspelningar
| Datum            | Sånger                                                                               | Ackompanjemang                                                 |
| ---------------- | ------------------------------------------------------------------------------------ | -------------------------------------------------------------- |
| 7 september 1926 | Helmi ja Kalle Kuuliaiset Kottilassa Maailman Matti Rivakka polkka                   | Willy Larsen (dragspel)                                        |
| Maj 1927         | Heitä huolet pois Kallaves Laulu on iloni ja työni Salkolan syntymäkemut             | piano, violin, dragspel                                        |
| 30 augusti 1927  | Herra Petteri Juhannustanssit Paksulassa Kulkijaksi luotu Renk'Jussi palajaa sodasta | Antti Kosola (dragspel)                                        |
| 17 december 1927 | Meren aallot                                                                         | Antti Kosolas trio (altsaxofon, dragspel, violin)              |
| 19 december 1927 | Oi tyttö tule Sjöman Andersson 1–2                                                   | Antti Kosolas trio (dragspel, piano, violin)                   |
| 25 april 1928    | Aika poika Honolulu Laivan kannella Talkoopolkka                                     | Antti Kosolas trio (dragspel, violin, kastanjetter)            |
| 10 december 1928 | Mun eukkoni on maalla Mä odotan sua Pikku Liisa Yhteinen Susannamme                  | Antti Kosolas trio (dragspel, violin, piano)                   |
| 1 februari 1929  | Elämään kyllästymisestä Herra Adamson Kesälaitumelta Mikko ja Miina markkinoilla     | Antti Kosolas trio                                             |
| 30 april 1929    | Amalia Ei tule suvi Meripoika Tytön huivi                                            | Antti Kosolas trio (dragspel, violin, piano)                   |
| 14 oktober 1929  | Emma Kalle parka Oi Aino Villiruusu                                                  | Antti Kosolas trio (trumpet, xylofon, dragspel, violin, piano) |
| 10 mars 1931     | Kulkurin heila Me nuoret meripoijat Meripojan kaipaus Nujulan kaupungin historia     | Antti Kosolas trio                                             |